# Seznam indických letadlových lodí
Seznam indických letadlových lodí obsahuje přehled všech letadlových lodí Indického námořnictva, které jsou seřazeny podle uvedení do služby.

## Seznam lodí
| Č. | Jméno lodi       | Fotografie       | Třída                                  | Začátek stavby     | Spuštění na vodu | Uvedení do služby  | Vyřazení ze služby | Osud |
| -- | ---------------- | ---------------- | -------------------------------------- | ------------------ | ---------------- | ------------------ | ------------------ | --- |
| 1. | INS Vikrant      | INS Vikrant      | Majestic                               | 12. listopadu 1943 | 22. září 1945    | 4. března 1961     | 31. ledna 1997     | Postavena pro Royal Navy jako HMS Hercules (R49), nebyla však nikdy zařazena do služby. Po vyřazení z aktivní služby byla zachována jako plovoucí muzeum do roku 2012. V roce 2014 byla pro nákladnou údržbu sešrotována. |
| 2. | INS Viraat       | INS Viraat       | Centaur                                | 21. června 1944    | 16. února 1953   | 15. února 1989     | 6. března 2017     | V letech 1959-1984 sloužila u Royal Navy jako HMS Hermes (R12). Je navrženo ji zachovat jako muzeum. |
| 3. | INS Vikramaditya | INS Vikramaditya | Projekt 1143.4 (upravený) (třída Kiev) | 26. prosince 1978  | 17. dubna 1982   | 16. listopadu 2013 |                    | V letech 1987-1996 sloužila u sovětského/ruského námořnictva jako Baku, resp. Admiral Flota Sovetskogo Sojuza Gorškov. V aktivní službě.                                                                                  |
| 4. | INS Vikrant      | INS Vikrant      | Vikrant                                | 28. února 2009     | 12. srpna 2013   | 2. září 2022       |                    | v aktivní službě |
| 5. | INS Vishal       |                  | Vikrant                                |                    |                  | 2032 (odhady)      |                    | v plánu |